# Alfredina Silva
Pour les articles homonymes, voir Silva.
Alfredina Maria Seabra Silva, née le 8 février 1964, est une footballeuse internationale portugaise qui jouait au poste d'attaquante. Connu pour être un des premiers grand nom du football féminin portugais, mais aussi pour être une fervente animatrice du développement du football féminin au Portugal. Par la suite, elle est aussi devenue une des premières femmes entraîneurs de football. Elle est aussi professeure d'éducation physique depuis 1986.

## Biographie

### La joueuse
Elle commence le football en jouant dans la rue ainsi qu'à l'école avec ses amis et s'inscrit dans un club en 1978, où elle est régulièrement la seule fille.
En 1980, elle rejoint le Leixões SC, où elle joue avec les seniors en championnat de district, et est sélectionnée pour le tout premier match officiel de la sélection portugaise féminine. Deux saisons plus tard elle quitte Matosinhos, pour Porto et le Boavista, elle y reste dix saisons consécutives, remportant le tout premier championnat du Portugal de football féminin en 1985. Après sept titres d'affilée, elle quitte les panterinhas pour rejoindre le Merelinense FC, qui évolue aussi en première division, et termine 4e de cette dernière. En 1993, elle est appelée pour jouer mais aussi entraîner les joueuses de l'ADC Lobão, vice championne, dès la première année. Elle remporte le titre lors de la saison 1995-96, mettant fin à l'hégémonie du Boavista Porto au bout de 10 saisons de championnats. Malheureusement, pour raison économique, le club Lobão met un terme à sa section féminine. Dès lors, une grande partie des joueuses du club ainsi qu'Alfredina, rejoignent le Gatões FC. Elle y est à nouveau entraîneur-joueuse, et remporte à nouveau le championnat, s'offrant le luxe de renouveler le titre la saison suivante. Elle reste entraîneur-joueuse jusqu'en 2000, où elle ne prend que le seul poste d'entraîneur, néanmoins elle s'offre une saison supplémentaire en tant que joueuse de futsal, au sein du GDP N. Sra. Areosa.

### L'entraîneur
Après avoir été entraîneur-joueuse du Gatões FC, elle devient uniquement entraîneur gagnant un nouveau championnat et qualifiant son équipe pour la première compétition féminine organisée par l'UEFA, soit la Coupe féminine de l'UEFA 2001-2002. Comptant une victoire et deux défaites, elle ne se qualifie pas pour le tour suivant. Elle rejoint en 2003 l'ARC Várzea, dans lequel elle reste 6 saisons, classant régulièrement ces dernières sur le podium.
En juillet 2008, elle obtient le diplôme d'entraîneur de 3e niveau UEFA.
Le 29 mars 2011, elle devient entraîneur de "son" club, le Boavista FC, avec lequel elle termine la saison 4e, puis devient vice-championne du Nacional Feminino dès la saison suivante derrière la Sociedade União 1° Dezembro. Malheureusement en février 2013, elle démissionne de son poste d'entraîneur à la suite d'une défaite 3 à 0 face au Clube Atlético Ouriense, ce qui éloigne définitivement le Boavista de la phase finale devant déterminer le champion 2013.
En août 2018, elle est à nouveau appelée à diriger les filles du Boavista pour la saison 2018-19 où elle endosse aussi la responsabilité de coordinatrice technique du département de football féminin.

## Statistiques

### En club
| Saison                | Club                  | Championnat           | Championnat | Championnat | Coupe(s) nationale(s) | Coupe(s) nationale(s) | Sélection | Sélection | Sélection | Total | Total |
| Saison                | Club                  | Division              | M.          | B.          | M.                    | B.                    | Équipe    | M.        | B.        | M.    | B.    |
| 1980-81               | Leixões SC            | -                     | -           | -           | -                     | -                     | -         | 0         | 0         | 0     | 0     |
| 1981-82               | Leixões SC            | -                     | -           | -           | -                     | -                     | A         | 1         | 0         | 1     | 0     |
| Sous-total            | Sous-total            | Sous-total            | -           | -           | -                     | -                     | -         | 1         | 0         | 1     | 0     |
| 1982-83               | Boavista FC           | -                     | -           | -           | -                     | -                     | A         | 7         | 1         | 7     | 1     |
| 1983-84               | Boavista FC           | -                     | -           | -           | -                     | -                     | -         | 0         | 0         | 0     | 0     |
| 1984-85               | Boavista FC           | -                     | -           | -           | -                     | -                     | -         | 0         | 0         | 0     | 0     |
| 1985-86               | Boavista FC           | Taça Nacional         | -           | -           | -                     | -                     | -         | 0         | 0         | 0     | 0     |
| 1986-87               | Boavista FC           | Taça Nacional         | -           | -           | -                     | -                     | -         | 0         | 0         | 0     | 0     |
| 1987-88               | Boavista FC           | Taça Nacional         | -           | -           | -                     | -                     | -         | 0         | 0         | 0     | 0     |
| 1988-89               | Boavista FC           | Taça Nacional         | -           | -           | -                     | -                     | -         | 0         | 0         | 0     | 0     |
| 1989-90               | Boavista FC           | Taça Nacional         | -           | -           | -                     | -                     | -         | 0         | 0         | 0     | 0     |
| 1990-91               | Boavista FC           | Taça Nacional         | -           | -           | -                     | -                     | -         | 0         | 0         | 0     | 0     |
| 1991-92               | Boavista FC           | Taça Nacional         | -           | -           | -                     | -                     | -         | 0         | 0         | 0     | 0     |
| Sous-total            | Sous-total            | Sous-total            | -           | -           | -                     | -                     | -         | 7         | 1         | 7     | 1     |
| 1992-93               | Merelinense FC        | Taça Nacional         | -           | -           | -                     | -                     | -         | 0         | 0         | 0     | 0     |
| Sous-total            | Sous-total            | Sous-total            | -           | -           | -                     | -                     | -         | 0         | 0         | 0     | 0     |
| 1993-94               | ADC Lobão             | Nacional Feminino     | -           | -           | -                     | -                     | A         | 1         | 0         | 1     | 0     |
| 1994-95               | ADC Lobão             | Nacional Feminino     | -           | -           | -                     | -                     | A         | 6         | 2         | 6     | 2     |
| 1995-96               | ADC Lobão             | Nacional Feminino     | -           | -           | -                     | -                     | A         | 9         | 1         | 9     | 1     |
| 1996-97               | ADC Lobão             | Nacional Feminino     | -           | -           | -                     | -                     | A         | 6         | 0         | 6     | 0     |
| Sous-total            | Sous-total            | Sous-total            | -           | -           | -                     | -                     | -         | 22        | 3         | 22    | 3     |
| 1997-98               | Gatões FC             | Nacional Feminino     | -           | -           | -                     | -                     | -         | 0         | 0         | 0     | 0     |
| 1998-99               | Gatões FC             | Nacional Feminino     | -           | -           | -                     | -                     | -         | 0         | 0         | 0     | 0     |
| 1999-00               | Gatões FC             | Nacional Feminino     | -           | -           | -                     | -                     | -         | 0         | 0         | 0     | 0     |
| Sous-total            | Sous-total            | Sous-total            | -           | -           | -                     | -                     | -         | 0         | 0         | 0     | 0     |
| 2000-01               | GDP N. Sra. Areosa    | Futsal                | -           | -           | -                     | -                     | -         | 0         | 0         | 0     | 0     |
| Sous-total            | Sous-total            | Sous-total            | -           | -           | -                     | -                     | -         | 0         | 0         | 0     | 0     |
| Total sur la carrière | Total sur la carrière | Total sur la carrière | -           | -           | -                     | -                     |           | 30        | 4         | 30    | 4     |

Statistiques actualisées le 12 janvier 2020

### En sélection nationale
Elle débute en sélection lors du tout premier match de l'histoire de la sélection féminine portugaise. Le 24 octobre 1981, contre la France, match nul 0 à 0, entrant ainsi à jamais dans l'histoire du football féminin portugais. Elle engrange huit sélections d'affilée jusqu'en 1983, soit la totalité des rencontres jusqu'à la décision de la FPF, d'interrompre les activités de la sélection féminine jusqu'en 1993.
| Matches officiels d'Alfredina Silva en sélections portugaises | Matches officiels d'Alfredina Silva en sélections portugaises | Matches officiels d'Alfredina Silva en sélections portugaises | Matches officiels d'Alfredina Silva en sélections portugaises | Matches officiels d'Alfredina Silva en sélections portugaises |
| Club                                                          | V.                                                            | N.                                                            | D.                                                            | Buts                                                          |
| ------------------------------------------------------------- | ------------------------------------------------------------- | ------------------------------------------------------------- | ------------------------------------------------------------- | ------------------------------------------------------------- |
| Portugal A (30 matchs: 100.00 %)                              | 6 (20.00 %)                                                   | 4 (13.33 %)                                                   | 20 (66.67 %)                                                  | 4 (100.00 %)                                                  |
| Total                                                         | 6 (20.00 %)                                                   | 4 (13.33 %)                                                   | 20 (66.67 %)                                                  | 4                                                             |

#### Buts en sélection du Portugal A
Elle marque son premier but lors d'une rencontre face à la Suisse, comptant pour le groupe C des qualifications pour le Championnat d'Europe féminin de football 1984.
| Sélections | Date         | Stade                               | Adversaire | Résultat | Compétition       | Buts |
| ---------- | ------------ | ----------------------------------- | ---------- | -------- | ----------------- | ---- |
| 7e         | 3 avril 1983 | Stade municipal de Coimbra, Coimbra | Suisse     | 1 – 1    | Qualif. Euro 1984 | 1    |
| 12e        | 15 juin 1995 | Estádio dos Remédios, Lamego        | Islande    | 2 – 1    | Amical            | 1    |
| 13e        | 17 juin 1995 | -                                   | Islande    | 3 – 2    | Amical            | 1    |
| 22e        | 25 mai 1996  | Stade municipal de Coimbra, Coimbra | Croatie    | 1 – 0    | Qualif. Euro 1997 | 1    |

### Entraîneur
Le tableau suivant récapitule les statistiques d'Alfredina Silva durant sa carrière d'entraîneur en club, au 14 janvier 2020.
| Saison                | Club                  | Championnats          | Championnats | Championnats | Championnats | Championnats | Coupes nationales | Coupes nationales | Coupes nationales | Coupes nationales | Coupes continentales | Coupes continentales | Coupes continentales | Coupes continentales | Coupes continentales | Total  | Total | Total | Total | % Victoires |
| Saison                | Club                  | Division              | Matchs       | V            | N            | D            | Matchs            | V                 | N                 | D                 | Type                 | Matchs               | V                    | N                    | D                    | Matchs | V     | N     | D     | -           |
| --------------------- | --------------------- | --------------------- | ------------ | ------------ | ------------ | ------------ | ----------------- | ----------------- | ----------------- | ----------------- | -------------------- | -------------------- | -------------------- | -------------------- | -------------------- | ------ | ----- | ----- | ----- | ----------- |
| 1993-1994             | ADC Lobão             | Nacional Feminino     | 22           | 16           | 3            | 3            | 0                 | 0                 | 0                 | 0                 | -                    | 0                    | 0                    | 0                    | 0                    | 22     | 16    | 3     | 3     | 72,73 %     |
| 1994-1995             | ADC Lobão             | Nacional Feminino     | 20           | 14           | 2            | 4            | 0                 | 0                 | 0                 | 0                 | -                    | 0                    | 0                    | 0                    | 0                    | 20     | 14    | 2     | 4     | 70,00 %     |
| 1995-1996             | ADC Lobão             | Nacional Feminino     | 18           | 15           | 3            | 0            | 0                 | 0                 | 0                 | 0                 | -                    | 0                    | 0                    | 0                    | 0                    | 18     | 15    | 3     | 0     | 83,33 %     |
| 1996-1997             | ADC Lobão             | Nacional Feminino     | 16           | 10           | 2            | 4            | 0                 | 0                 | 0                 | 0                 | -                    | 0                    | 0                    | 0                    | 0                    | 16     | 10    | 2     | 4     | 62,50 %     |
| 1993-1997             | Total ADC Lobão       | -                     | 76           | 55           | 10           | 11           | 0                 | 0                 | 0                 | 0                 | -                    | 0                    | 0                    | 0                    | 0                    | 76     | 55    | 10    | 11    | 72,37 %     |
| 1997-1998             | Gatões FC             | Nacional Feminino     | 20           | 16           | 2            | 2            | 0                 | 0                 | 0                 | 0                 | -                    | 0                    | 0                    | 0                    | 0                    | 20     | 16    | 2     | 2     | 80,00 %     |
| 1998-1999             | Gatões FC             | Nacional Feminino     | 22           | 19           | 2            | 1            | 0                 | 0                 | 0                 | 0                 | -                    | 0                    | 0                    | 0                    | 0                    | 22     | 19    | 2     | 1     | 86,36 %     |
| 1999-2000             | Gatões FC             | Nacional Feminino     | 20           | 17           | 1            | 2            | 0                 | 0                 | 0                 | 0                 | -                    | 0                    | 0                    | 0                    | 0                    | 20     | 17    | 1     | 2     | 85,00 %     |
| 2000-2001             | Gatões FC             | Nacional Feminino     | 20           | 18           | 1            | 1            | 0                 | 0                 | 0                 | 0                 | -                    | 0                    | 0                    | 0                    | 0                    | 20     | 18    | 1     | 1     | 90,00 %     |
| 2001-2002             | Gatões FC             | Nacional Feminino     | 20           | 18           | 0            | 2            | 0                 | 0                 | 0                 | 0                 | -                    | 3                    | 1                    | 0                    | 2                    | 23     | 19    | 0     | 4     | 82,61 %     |
| 2002-2003             | Gatões FC             | Nacional Feminino     | 24           | 20           | 0            | 4            | 0                 | 0                 | 0                 | 0                 | -                    | 0                    | 0                    | 0                    | 0                    | 24     | 20    | 0     | 4-    | 83,33 %     |
| 1997-2003             | Total Gatões FC       | -                     | 126          | 108          | 6            | 12           | 0                 | 0                 | 0                 | 0                 | -                    | 3                    | 1                    | 0                    | 2                    | 129    | 109   | 6     | 14    | 84,50 %     |
| 2003-2004             | ARC Várzea            | Nacional Feminino     | 24           | 17           | 1            | 6            | 0                 | 0                 | 0                 | 0                 | -                    | 0                    | 0                    | 0                    | 0                    | 24     | 17    | 1     | 6     | 70,83 %     |
| 2004-2005             | ARC Várzea            | Nacional Feminino     | 23           | 16           | 4            | 3            | 1                 | 0                 | 0                 | 1                 | -                    | 0                    | 0                    | 0                    | 0                    | 24     | 16    | 4     | 4     | 66,67 %     |
| 2005-2006             | ARC Várzea            | Nacional Feminino     | 16           | 6            | 5            | 5            | 0                 | 0                 | 0                 | 0                 | -                    | 0                    | 0                    | 0                    | 0                    | 16     | 6     | 5     | 5     | 37,50 %     |
| 2006-2007             | ARC Várzea            | Nacional Feminino     | 20           | 6            | 4            | 10           | 0                 | 0                 | 0                 | 0                 | -                    | 0                    | 0                    | 0                    | 0                    | 20     | 6     | 4     | 10    | 30,00 %     |
| 2007-2008             | ARC Várzea            | Nacional Feminino     | 20           | 8            | 6            | 6            | 0                 | 0                 | 0                 | 0                 | -                    | 0                    | 0                    | 0                    | 0                    | 20     | 8     | 6     | 6     | 40,00 %     |
| 2008-2009             | ARC Várzea            | Nacional Feminino     | 20           | 4            | 6            | 10           | 0                 | 0                 | 0                 | 0                 | -                    | 0                    | 0                    | 0                    | 0                    | 20     | 4     | 6     | 10    | 20,00 %     |
| 2003-2009             | Total ARC Várzea      | -                     | 123          | 57           | 26           | 40           | 1                 | 0                 | 0                 | 1                 | -                    | 0                    | 0                    | 0                    | 0                    | 124    | 57    | 26    | 41    | 45,97 %     |
| 2010-2011             | Boavista FC           | Nacional Feminino     | 5            | 1            | 1            | 3            | 0                 | 0                 | 0                 | 0                 | -                    | 0                    | 0                    | 0                    | 0                    | 5      | 1     | 1     | 3     | 20,00 %     |
| 2011-2012             | Boavista FC           | Nacional Feminino     | 30           | 16           | 4            | 10           | 3                 | 2                 | 0                 | 1                 | -                    | 0                    | 0                    | 0                    | 0                    | 33     | 18    | 4     | 11    | 54,55 %     |
| 2012-2013             | Boavista FC           | Nacional Feminino     | 18           | 6            | 4            | 8            | 1                 | 1                 | 0                 | 0                 | -                    | 0                    | 0                    | 0                    | 0                    | 19     | 7     | 4     | 8     | 36,84 %     |
| 2010-2013             | Total Boavista FC     | -                     | 53           | 23           | 9            | 21           | 4                 | 3                 | 0                 | 1                 | -                    | 0                    | 0                    | 0                    | 0                    | 57     | 26    | 9     | 22    | 45,61 %     |
| 2013-2014             | EFC Fânzeres          | Foot à 7 U11          | 28           | 14           | 3            | 11           | 0                 | 0                 | 0                 | 0                 | -                    | 0                    | 0                    | 0                    | 0                    | 28     | 14    | 3     | 11    | 50,00 %     |
| 2014-2015             | EFC Fânzeres          | Foot à 7 U13          | -            | -            | -            | -            | 0                 | 0                 | 0                 | 0                 | -                    | 0                    | 0                    | 0                    | 0                    | -      | -     | -     | -     | -%          |
| 2013-2015             | Total EFC Fânzeres    | -                     | 28           | 14           | 3            | 11           | 0                 | 0                 | 0                 | 0                 | -                    | 0                    | 0                    | 0                    | 0                    | 28     | 14    | 3     | 11    | 50,00 %     |
| 2015-2016             | Boavista FC           | Nacional Feminino     | 48           | 20           | 7            | 21           | 8                 | 3                 | 0                 | 5                 | -                    | 0                    | 0                    | 0                    | 0                    | 56     | 23    | 7     | 26    | 41,07 %     |
| 2016-2017             | Boavista FC           | Nacional Feminino     | -            | -            | -            | -            | -                 | -                 | -                 | -                 | -                    | -                    | -                    | -                    | -                    | -      | -     | -     | -     | -%          |
| 2015-2017             | Total Boavista FC     | -                     | 48           | 20           | 7            | 21           | 8                 | 3                 | 0                 | 5                 | -                    | 0                    | 0                    | 0                    | 0                    | 0      | 0     | 0     | 0     | 41,67 %     |
| 2018-2019             | Boavista FC           | Nacional Feminino     | 22           | 1            | 3            | 18           | 1                 | 0                 | 1                 | 0                 | -                    | 0                    | 0                    | 0                    | 0                    | 23     | 1     | 4     | 18    | 4,35 %      |
| 2018-2019             | Total Boavista FC     | -                     | 22           | 1            | 3            | 18           | 1                 | 0                 | 1                 | 0                 | -                    | 0                    | 0                    | 0                    | 0                    | 0      | 0     | 0     | 0     | 4,35 %      |
| Total sur la carrière | Total sur la carrière | Total sur la carrière | 476          | 278          | 64           | 134          | 14                | 7                 | 1                 | 6                 | -                    | 3                    | 1                    | 0                    | 2                    | 493    | 286   | 65    | 142   | 58,01 %     |

## Palmarès

### Joueuse

#### Avec leBoavista FC
- Championne du Nacional Feminino : 7 fois — 1985-86, 1986-87, 1987-88, 1988-89, 1989-90, 1990-91 et 1991-92.
- Championne du Distrital : 12 fois

#### Avec l'ADC Lobão
- Championne du Nacional Feminino : 1 fois — 1995-96.
- Vice-championne du Nacional Feminino : 2 fois — 1993-94 et 1994-95.
- Championne du Distrital : 4 fois — 1993-94, 1994-95, 1995-96 et 1996-97.

#### Avec leGatões FC
- Championne du Nacional Feminino : 2 fois — 1997-98 et 1998-99.
- Vice-championne du Nacional Feminino : 1 fois — 1999-00.

### Entraîneur

#### Avec leBoavista FC
- Vainqueur de la Coupe du Portugal : 1 fois — 2012-13.
- Vice-championne du Nacional Feminino : 1 fois — 2011-12.

#### Avec l'ADC Lobão
- Championne du Nacional Feminino : 1 fois — 1995-96.
- Vice-championne du Nacional Feminino : 2 fois — 1993-94 et 1994-95.
- Championne du Distrital : 4 fois — 1993-94, 1994-95, 1995-96 et 1996-97.

#### Avec leGatões FC
- Championne du Nacional Feminino : 3 fois — 1997-98, 1998-99 et 2000-01 .
- Vice-championne du Nacional Feminino : 2 fois — 1999-00 et 2001-02.